# Bartholomée
Bartholomée is een sinds 1999 tot de Belgische adel behorend geslacht.

## Geschiedenis
Op 23 april 1999 werd de musicus Pierre Bartholomée (1937) verheven in de erfelijke Belgische adel met de persoonlijke titel van ridder. Behalve de geadelde dragen de andere telgen de titel van jonkheer/jonkvrouw. Anno 2017 leefden er vijf mannelijke telgen (geboren in 1937, 1963, 1964, 1998 en 2015).

## Enkele telgen
Pierre ridder Bartholomée (1937), pianist, dirigent, componist en chef de famille
- Jhr. dr. Sébastien Bartholomée (1963), vermoedelijke opvolger als chef de famille
- Jhr. ir. Nicolas Bartholomée (1964), geluidsingenieur